# Маунт-Плезант (Пенсільванія)
Маунт-Плезант (англ. Mount Pleasant) — місто (англ. borough) в США, в окрузі Вестморленд штату Пенсільванія. Населення — 4245 осіб (2020).

## Географія
Маунт-Плезант розташований за координатами 40°9′3″ пн. ш. 79°32′36″ зх. д. / 40.15083° пн. ш. 79.54333° зх. д. (40.150932, -79.543363).  За даними Бюро перепису населення США в 2010 році місто мало площу 2,59 км², уся площа — суходіл.

## Демографія
Згідно з переписом 2010 року, у селищі мешкали 4454 особи в 2034 домогосподарствах у складі 1134 родин. Густота населення становила 1718 осіб/км².  Було 2226 помешкань (859/км²).
Расовий склад населення:
| - 97,1 % — білих - 1,7 % — чорних або афроамериканців - 0,1 % — корінних американців - 0,1 % — азіатів |

До двох чи більше рас належало 0,8 %. Частка іспаномовних становила 0,7 % від усіх жителів.
За віковим діапазоном населення розподілялося таким чином: 18,5 % — особи молодші 18 років, 58,0 % — особи у віці 18—64 років, 23,5 % — особи у віці 65 років та старші. Медіана віку мешканця становила 46,3 року. На 100 осіб жіночої статі у селищі припадало 87,9 чоловіків;  на 100 жінок у віці від 18 років та старших — 83,4 чоловіків також старших 18 років.
Середній дохід на одне домашнє господарство  становив 52 439 доларів США (медіана — 42 583), а середній дохід на одну сім'ю — 64 141 долар (медіана — 55 341). Медіана доходів становила 46 970 доларів для чоловіків та 32 000 доларів для жінок. За межею бідності перебувало 15,2 % осіб, у тому числі 32,5 % дітей у віці до 18 років та 7,3 % осіб у віці 65 років та старших.
Цивільне працевлаштоване населення становило 2127 осіб. Основні галузі зайнятості: освіта, охорона здоров'я та соціальна допомога — 27,6 %, роздрібна торгівля — 12,6 %, виробництво — 11,7 %.